# شوحط (بعدان)

تعديل مصدري - تعديل

شوحط هي إحدى قرى عزلة بني منصور بمديرية بعدان التابعة لمحافظة إب، بلغ تعداد سكانها 190 نسمة حسب تعداد اليمن لعام 2004.